# La Force (Dordogne)
La Force – miejscowość i gmina we Francji, w regionie Nowa Akwitania, w departamencie Dordogne.
Według danych na rok 1990 gminę zamieszkiwało 2261 osób, a gęstość zaludnienia wynosiła 145 osób/km² (wśród 2290 gmin Akwitanii La Force plasuje się na 191. miejscu pod względem liczby ludności, natomiast pod względem powierzchni na miejscu 726.).